# Can Pastilla
Can Pastilla (també coneguda com Sant Antoni de la Platja) és un barri del terme municipal de Palma. Forma part del districte de Platja de Palma i es troba a uns 8 quilòmetres del centre municipal. Té 5.159 habitants (2018) i destaca pel seu caire turístic. El barri es va començar a formar entre els anys 1920 i 1925 i es troba unit amb els barris turístics de Les Meravelles i s'Arenal, unides per un passeig marítim de prop d'11 quilòmetres que s'allarga fins a Palma. El Carnatge, un espai d'interès natural protegit, separa Can Pastilla del Coll d'en Rabassa mentre que ses Fontanelles, una zona humida natural, el separa del barri de les Meravelles. Algunes de les cales i platges del litoral de Can Pastilla són Cala Estància, el Caló de Son Caios i Cala Pudent.
Bartomeu Riutort, l'urbanitzador dels terrenys, va aconseguir que s'alcés una església catòlica en la finca coneguda com a Sa Torre Rodona. La primera pedra del temple es va posar per la festivitat de Sant Antoni de Pàdua de 1927.
L'any 2019 es van trobar a la Badia de Palma davant de Can Pastilla, a ses Fontanelles, les restes d'un vaixell romà que va enfonsar-s'hi feia 1.700 anys a causa d'un accident. Aquest duia vi, oli i salses de peix des del sud de la península Ibèrica en direcció a Roma, i se'n van poder rescatar cent àmfores segellades i molt ben conservades, que van ser acollides al Museu de Mallorca per al seu tractament. Aquesta troballa formava part de la primera excavació arqueològica submarina a l'illa, coordinada per un equip d'arqueòlegs.

## Galeria d'imatges

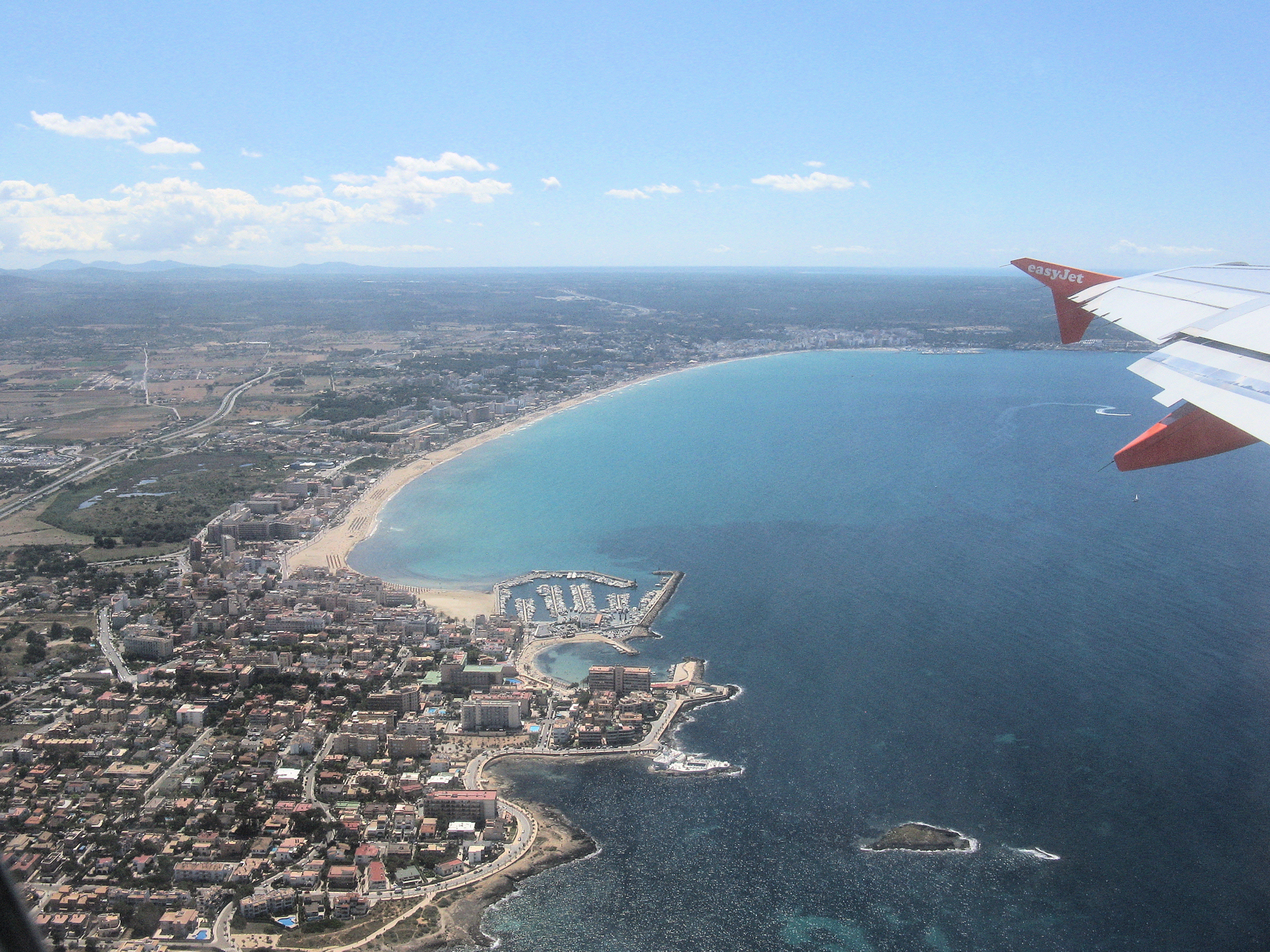
Vista de Can Pastilla des d'un avió (2010).
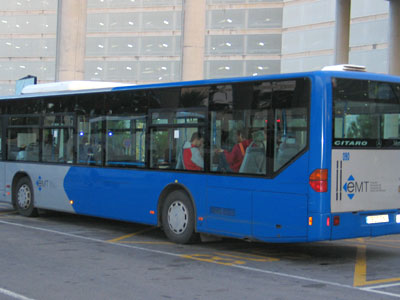
La línia 1 de busos de Palma cobreix el recorregut entre la ciutat, el port i l'aeroport.
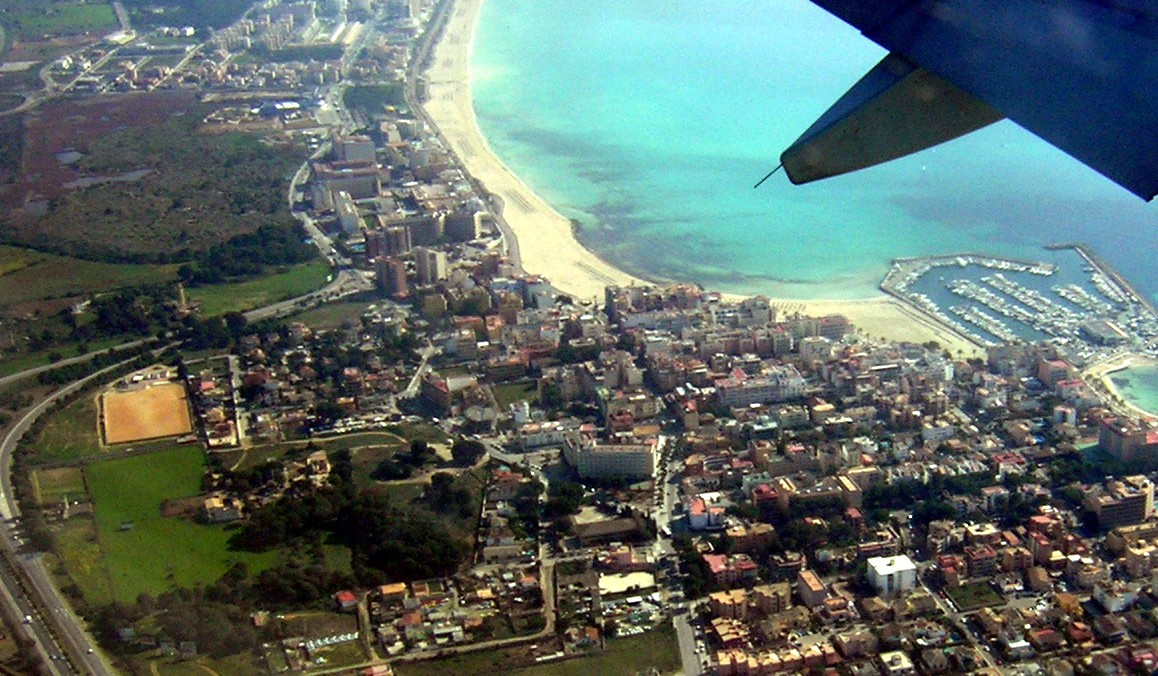
Vista aèria de Can Pastilla i Les Fontanelles.
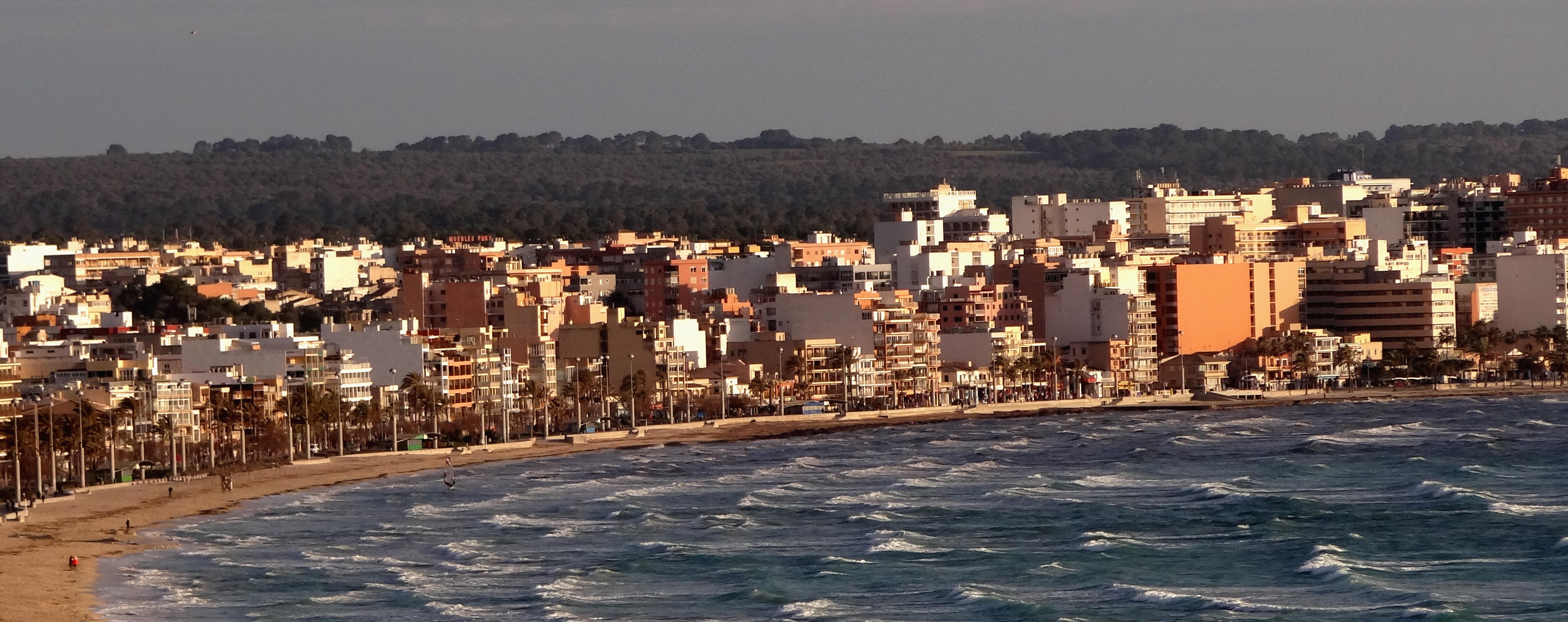
Vista panoràmica de Can Pastilla.
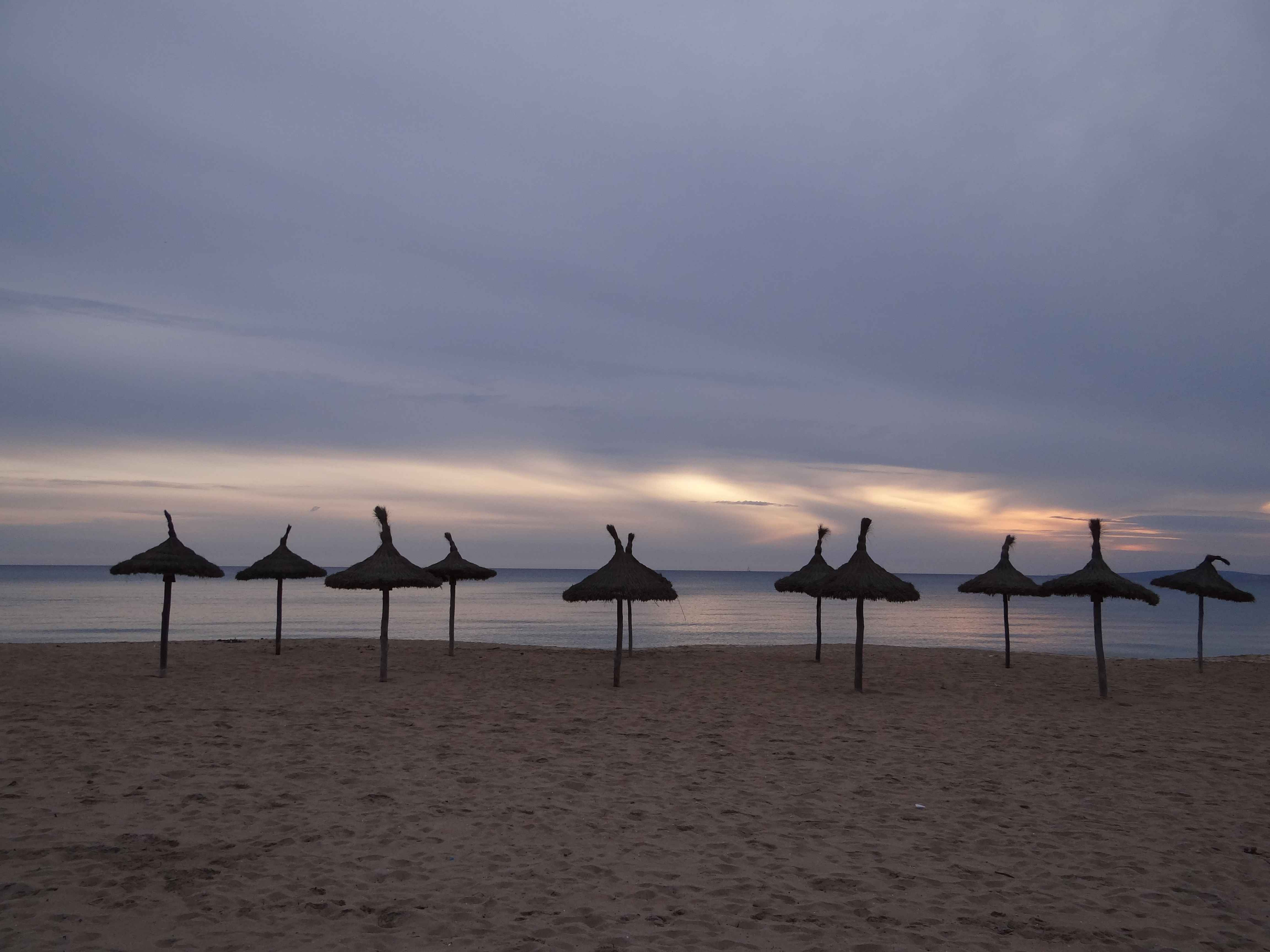
La platja al capvespre.